# Gwilym Ivor Thomas
Sir Gwilym Ivor Thomas, GCB, KBE, DSO, MC&Bar (* 23. Juli 1893 in Marylebone; † 29. August 1972 in Salisbury, Rhodesien) war ein britischer Offizier der British Army, der unter anderem zwischen 1942 und 1945 Kommandeur der 43rd (Wessex) Infantry Division, von 1945 bis 1947 Kommandierender General des I. Korps (General Officer Commanding, I Corps), von 1948 bis 1950 Oberkommandierender des Flugabwehrkommandos (General Officer Commanding in Chief, Anti-Aircraft Command) sowie zuletzt zwischen 1950 und 1952 Generalquartiermeister (Quartermaster-General to the Forces) war.

## Leben

### Offiziersausbildung, Erster Weltkrieg und Zwischenkriegszeit
Gwilym Ivor Thomas war der Sohn von John Thomas, der 1871 den Titel „Hauptmusiker von Wales“ (Pencerdd Gwalia) erhielt und Hofharfenist von Königin Victoria und König Eduard VII. war, sowie dessen Ehefrau Joan Francis Thomas. Nach dem Besuch des renommierten Cheltenham College begann er eine Offiziersausbildung an der Royal Military Academy Woolwich und wurde nach deren Abschluss am 20. Dezember 1912 als Leutnant (Second Lieutenant) in das Royal Regiment of Artillery, (Royal Horse and Royal Field Artillery) übernommen. Während des Ersten Weltkrieges wurde er am 12. Oktober 1914 an die Westfront versetzt und diente erstmals bis zum 6. Oktober 1915 in Belgien und Frankreich. Er wurde am 9. Juni 1915 zum Oberleutnant (Lieutenant) befördert und erhielt am 12. Januar 1916 den vorübergehenden Dienstgrad eines Hauptmanns (Temporary Captain). Er befand sich zwischen dem 1. März und dem 22. Oktober 1916 erneut im Einsatz an der Westfront und wurde dabei verwundet. Am 20. Dezember 1916 erfolgte seine Beförderung zum Hauptmann (Captain) und befand sich bis zu einer erneuten Verwundung zwischen dem 12. März und dem 10. Oktober 1917 abermals im Einsatz an der Westfront. Während dieser Zeit führte er zwischen dem 10. und dem 15. April 1917 sowie vom 15. Juni und dem 10. Oktober 1917 den kommissarischen Rang eines Majors (Acting Major). Für seine militärischen Verdienste im Ersten Weltkrieg wurden ihm am 1. Januar 1917 das Military Cross (MC) sowie am 26. September 1917 eine Spange (Bar) zum Military Cross verliehen. Darüber hinaus wurde er am 14. Dezember 1917 erstmals im Kriegsbericht erwähnt (Mentioned in dispatches) und erhielt zudem am 9. Januar 1918 den Distinguished Service Order (DSO).
Nach Ende des Ersten Weltkrieges war Ivor Thomas in der Zwischenkriegszeit vom 22. September 1918 bis zum 19. November 1919 vorübergehend als Stabshauptmann (Temporary Staff Captain) im Kriegsministerium (War Office) sowie daraufhin zwischen dem 20. Januar 1920 und dem 20. Oktober 1921 Regimentsadjutant, ehe er vom 10. Juli 1922 bis zum 8. Dezember 1923 Adjutant in der Territorialarmee (Territorial Army) war. Nach weiteren Verwendungen fungierte er zwischen dem 19. Februar 1926 und dem 18. Februar 1930 als Brigade Major im Aldershot Command. Dort erhielt er am 1. Juli 1929 den Brevet-Rang eines Majors (Brevet Major) und wurde im März 1930 zum Depot der Royal Artillery in Woolwich versetzt, wo er am 2. April 1931 zum Major befördert wurde. Er diente zwischen dem 7. Januar 1932 und dem 8. März 1936 als Generalstabsoffizier der 2. Klasse GSO2 (General Staff Officer Grade 2) beim Gouverneur und Oberkommandierenden von Malta, General Sir David Graham Muschet „Soarer“ Campbell und erhielt dort am 1. Juli 1933 den Brevet-Rang eines Oberstleutnants (Brevet Lieutenant-Colonel). Er war ferner 1934 Absolvent des Royal Naval College in Greenwich und fand von März 1936 und November 1937 Verwendung der in Shoeburyness in Essex stationierten 3rd Medium Brigade der Royal Artillery. Danach war er zwischen dem 20. November 1937 und dem 11. Mai 1938 zunächst Generalstabsoffizier der 2. Klasse sowie im Anschluss vom 12. Mai 1938 bis zum 13. Juli 1939 Generalstabsoffizier der 1. Klasse GSO1 (General Staff Officer Grade 1) im Kriegsministerium. Während dieser Zeit wurde er am 12. Mai 1938 zum Oberst (Colonel) befördert, wobei diese Beförderung auf den 1. Juli 1936 zurückdatiert wurde.

### Zweiter Weltkrieg

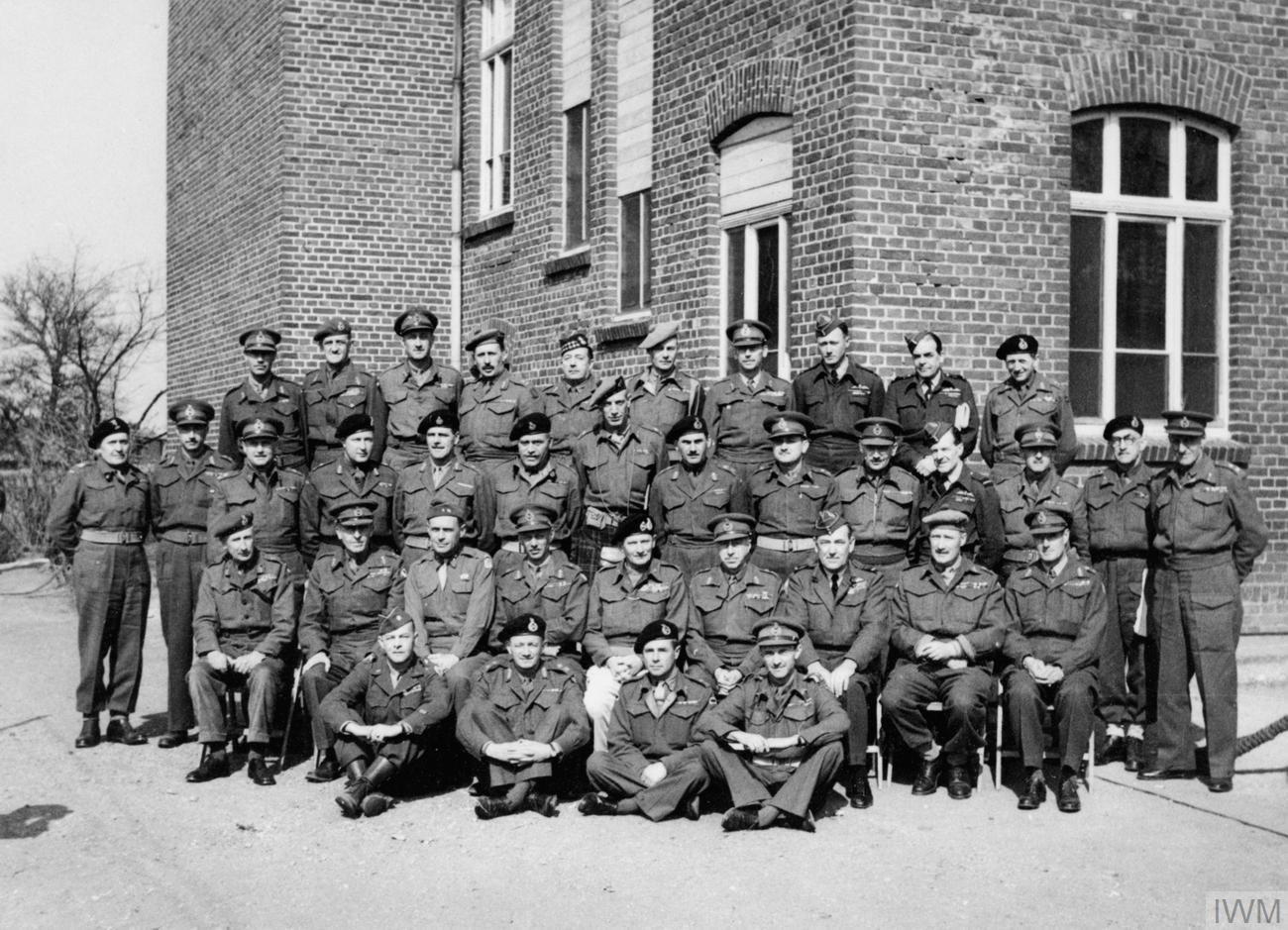
Ivor Thomas (2. Reihe stehend, 3. von rechts) mit anderen Stabsoffizieren und Kommandeuren mit Feldmarschall Bernard Montgomery (Mitte sitzend, helle Hose) in Walbeck (22. März 1945).

Nachdem Thomas am 14. Juli 1939 den vorübergehenden Dienstgrad eines Brigadiers (Temporary Brigadier) verliehen wurde, fungierte er zwischen dem 14. Juli 1939 und dem 8. Juni 1940 als stellvertretender Direktor für Rekrutierungen und Organisation (Deputy Director of Recruiting & Organization) im Kriegsministerium sowie daraufhin vom 9. Juni bis zum 2. September 1940 als Direktor für Organisation im Kriegsministerium (Director of Organization, War Office). Am 3. September 1940 wurde er Kommandeur der Artillerietruppen (Commander Royal Artillery) der 2nd Division und verblieb bis zum 8. März 1942. Nachdem er am 9. März 1942 den kommissarischen Dienstgrad eines Generalmajors (Acting Major-General) erhalten hatte, fungierte er als Nachfolger von Generalmajor Charles Walter Allfrey zwischen dem 9. März 1942 und seiner Ablösung durch Generalmajor George Erskine im September 1945 Kommandeur der 43rd (Wessex) Infantry Division. Er wurde am 11. November 1942 zum Generalmajor (Major-General) befördert, wobei die Beförderung auf den 25. Oktober 1941 zurückdatiert wurde. Für seine Verdienste wurde er am 1. Januar 1944 Companion des Order of the Bath (CB). Er nahm mit der 43rd (Wessex) Infantry Division an der Operation Overlord teil, der in Nordfrankreich am 6. Juni 1944 begonnenen Landung der Westalliierten der Anti-Hitler-Koalition im Zweiten Weltkrieg im Westen Europas zur Errichtung der zweiten Front gegen das Deutsche Reich.
In der Folgezeit nahm Generalmajor Ivor Thomas mit der 43rd (Wessex) Infantry Division an weiteren Kampfeinsätzen in Nordwesteuropa wie der Schlacht um Caen (6. Juni bis 15. August 1944), der Operation Epsom (26. bis 30. Juni 1944), der Operation Jupiter (10. bis 11. Juli 1944), der Zweiten Schlacht von Odon (15. bis 17. Juli 1944), der Operation Market Garden (17. bis 27. September 1944), der Operation Berlin (25. bis 26. September 1944), der Schlacht um Nijmegen (30. September bis 8. Oktober 1944), der Ardennenoffensive (16. Dezember 1944 bis 21. Januar 1945), der Operation Blackcock (14. bis 27. Januar 1945) sowie der Schlacht im Reichswald (7. bis 22. Februar 1945) teil. Für seine militärischen Verdienste wurde er am 22. März 1945 sowie am 9. August 1945 abermals im Kriegsbericht erwähnt.

### Nachkriegszeit und Aufstieg zum General
Nach Kriegsende erhielt Ivor Thomas am 18. September 1945 den kommissarischen Dienstgrad eines Generalleutnants (Acting Lieutenant-General) und übernahm daraufhin von Generalleutnant Sidney Kirkman den Posten als Kommandierender General des in Deutschland stationierten I. Korps (General Officer Commanding, I Corps). Er verblieb auf diesem Posten bis zur Auflösung des Korps im Juni 1947. Als Kommandierender General war er auch für das Internierungslager Recklinghausen-Hillerheide zuständig. Während dieser Zeit wurde er am 3. April 1946 erneut im Kriegsbericht erwähnt und erhielt am 18. September 1946 den vorübergehenden Rang eines Generalleutnants (Temporary Lieutenant-General). Am 30. Oktober 1946 wurde er zum Generalleutnant (Lieutenant-General) befördert, wobei diese Beförderung auf dem 30. Juli 1944 zurückdatiert wurde. Am 12. Juni 1947 wurde er zum Knight Commander des militärischen Zweiges des Order of the British Empire (KBE (Mil)) geschlagen, woraufhin er den Namenszusatz „Sir“ führte. Danach war er von Juni 1947 bis Mai 1948 Administrator der unter britischem Kommando stehenden Polnischen Streitkräfte im Westen (Polish Armed Forces in the West).
Im Mai 1948 löste Generalleutnant Sir Ivor Thomas General Sir Otto Marling Lund als Oberkommandierender des Flugabwehrkommandos (General Officer Commanding in Chief, Anti-Aircraft Command) ab und verblieb in diesem Amt bis Mai 1950, woraufhin Generalleutnant Charles Loewen ihn ablöste. In dieser Verwendung erhielt er am 6. September 1949 seine Beförderung zum General und wurde zudem am 8. Juni 1950 auch zum Knight Commander des militärischen Zweiges des Order of the Bath (KCB (Mil)) geschlagen.
Zuletzt wurde General Sir Ivor Thomas am 24. Juni 1950 wiederum Nachfolger von General Sir Sidney Kirkman Generalquartiermeister (Quartermaster-General to the Forces) und behielt diesen Posten bis zum 11. August 1952, woraufhin General Sir Ouvry Lindfield Roberts seine Nachfolge antrat. Am 5. Juni 1952 wurde er zum Knight Grand Cross des militärischen Zweiges des Order of the Bath (GCB (Mil)) erhoben. Am 8. September 1952 trat er in den Ruhestand.